# Fureholmen (Kvam)
Ne doit pas être confondu avec Fureholmen, Fureholmen (Masfjorden) ou Fureholmen (Stord).
Fureholmen, est une île dans le landskap Sunnhordland du comté de Vestland. Elle appartient administrativement à Kvam.

## Géographie
Rocheuse et couverte d'arbres, à fleur d'eau, elle s'étend sur environ 190 m de longueur pour une largeur approximative de 71 m.